# Starke Arvid Arena
Die Starke Arvid Arena ist ein Fußballstadion in der schwedischen Stadt Ljungskile in der Gemeinde Uddevalla.
Das Stadion ist Austragungsort der Heimspiele des örtlichen Fußballklubs Ljungskile SK, der auch Besitzer des Stadions ist. Es wurde 1997 in der heutigen Form nach dem Aufstieg des Klubs in die Allsvenskan unter dem Namen Skarsjövallen auf dem 1995 eingeweihten Sportplatz errichtet. Es bietet Platz für 6.000 Zuschauer, kann aber für bestimmte Spiele auf 8.000 Ränge erweitert werden. Der Zuschauerrekord datiert vom 25. April 2008, als beim Aufeinandertreffen mit dem IFK Göteborg 7.128 Anhänger das Erstligaspiel besuchten. Später firmierte das Stadion dank eines Sponsors unter dem Namen HA Bygg Arena, mittlerweile sind die Namensrechte in der Hand der Firma Starke Arvid.
Insgesamt bietet das Areal um das Stadion sechs Fußballplätze, darunter neben der aktuellen Arena den 1977 angelegten Platz, der bis zum Bau des neuen Stadions als Spielstätte diente.